# Aleksandr Guerunov

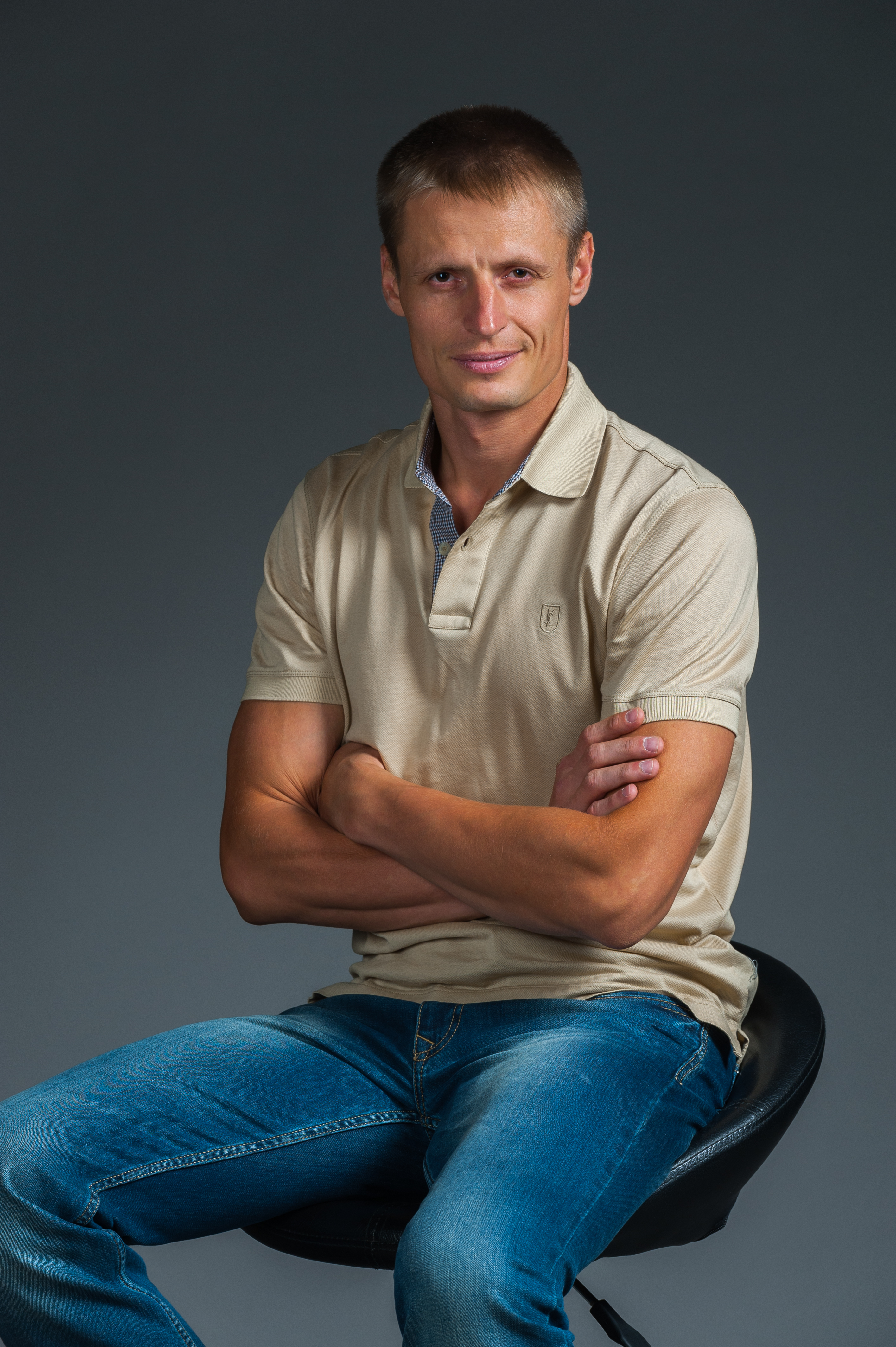
Aleksandr Guerunov

Aleksandr Yevguénievich Guerunov (en ruso, Александр Евгеньевич Герунов) es un karateca ruso, nacido el 10 de diciembre de 1979. Fue campeón en diferentes torneos internacionales como en la World Championships(2004), European Championships(2004) y World Games(2005), en las categorías entre 75 a 80 kilogramos. Actualmente es instructor de la Combat Skills Soyuz (Togliatti, Rusia). 